# Mount Markham
Mount Markham ist ein Bergmassiv mit zwei Gipfeln von 4350 und 4280 m Höhe in der antarktischen Ross Dependency. Er ragt am nördlichen Ende des Markham-Plateaus in der Queen Elizabeth Range auf.
Die Südgruppe der Discovery-Expedition (1901–1904) unter der Leitung des britischen Polarforschers Robert Falcon Scott entdeckte ihn. Benannt ist der Berg nach Clements Markham, damaliger Präsident der Royal Geographical Society und treibende Kraft für das Zustandekommen der Forschungsreise.